# John Franklin Bardin
John Franklin Bardin född 30 november 1916 i Cincinnati, Ohio, USA, död 9 juli 1981 i New York, USA, var en amerikansk thrillerförfattare. Till Bardins bäst ansedda böcker räknas de tre första han skrev; Den ödesdigra hästen, Bekännelsen och Gropen (de två senare på svenska i samlingen Dimstråk).

## Priser och utmärkelser
- The Martin Beck award 1976 (för Dimstråk)